# Henry Beachell
Henry Beachell (Waverly, 21 settembre 1906 – Alvin, 13 dicembre 2006) è stato un agronomo e biologo statunitense.
La sua ricerca ha portato allo sviluppo di colture di riso ibride che hanno salvato dalla fame milioni di persone in tutto il mondo.
Nato a Waverly, Nebraska, Beachell e la sua famiglia si trasferirono in fattoria per la coltivazione di grano e mais nel Nebraska occidentale. Nel 1930 si è laureato in agronomia all'Università del Nebraska, dove era membro della confraternita FarmHouse. Dopo aver studiato alla Kansas State University, Beachell lavorò per il Dipartimento dell'Agricoltura degli Stati Uniti in Texas . Lì creò nove varietà di riso, che alla fine rappresentarono oltre il 90 percento della produzione di riso a chicchi lunghi di tutti gli Stati Uniti.
Beachell è stata definita la persona più importante per il miglioramento del riso nel mondo. Man mano che gli agricoltori piantavano riso a più alto rendimento, la nutrizione migliorava in molti paesi asiatici e gli agricoltori aumentavano i loro redditi. Beachell ha ricevuto numerosi riconoscimenti internazionali, tra cui il Premio del Giappone del 1987 e il World Food Prize nel 1996. Pur se ormai centenario, Beachell è stato consulente di RiceTec, l'unico programma commerciale di ibridazione del riso negli Stati Uniti, fino alla sua morte.